# Anna Pauline Saßerath
Anna Pauline Saßerath (* 19. August 1998 in Krefeld-Uerdingen) ist eine deutsche Triathletin. Sie ist U23-Vizeweltmeisterin (2016) sowie Deutsche Meisterin Cross-Triathlon (2016).

## Werdegang
Bereits im Alter von knapp fünf Jahren nahm Anna Pauline Saßerath an ihrem ersten Triathlon teil. 2013 qualifizierte sie sich für die Deutschen Meisterschaften der Jugend und Junioren in Schluchsee.

### Junioren-Vize-Weltmeisterin Cross-Triathlon 2014
Zum Cross-Triathlon fand die Uerdingerin im Jahr 2014 mit der Teilnahme an der heimischen Weltmeisterschaft in Zittau und sie wurde Junioren-Vizeweltmeisterin (0,75 km Schwimmen, 26 km Mountainbike und 6 km Geländelauf).
Neben Starts in der 2. Bundesliga Nord, Straßen- und MTB-Rennen konzentriert Anna Pauline Saßerath sich auf die Xterra- und Crosstriathlon-Wettkämpfe.

### Deutsche Meisterin Cross-Triathlon 2016
2015 und 2016 waren mit zahlreichen Top-Platzierungen, Junioren-Bronze bei der Welt- und Europameisterschaft, zwei Deutschen Meistertiteln und der U23-Vizeweltmeisterschaft die bisher erfolgreichsten Jahre. Sie konnte 2016 auch die Xterra German Tour für sich entscheiden.
2017 wurde sie Deutsche Vizemeisterin Cross-Triathlon und in der Gesamtwertung der Xterra-Europa-Tour belegte sie den elften Rang.
2018 war eines der bisher erfolgreichsten Jahre – neben zwei Landestitel (Sprint und Crosstriathlon) holte sie das Triple-Vize in der AK20–24 bei der Welt- und Europa- sowie der Deutschen Meisterschaft.

### Weltmeisterin Cross-Triathlon 2019
Im April 2019 wurde die damals 20-Jährige im spanischen Pontevedra Weltmeisterin Cross Triathlon in der Altersklasse 20–24.

## Sonstiges
Anna Pauline Saßerath lebt seit September 2018 in Neukirchen-Vluyn. Sie wird trainiert von Benjamin Herrera. Seit 2019 ist sie aktives Mitglied der Seidenraupen Krefeld e.V.
Ihr fünf Jahre älterer Bruder Maximilian Saßerath (* 1993) ist als Profi-Triathlet aktiv.

## Auszeichnungen
- In ihrer Heimatstadt Krefeld wurde Anna Pauline Saßerath von 2014 bis 2016 dreimal hintereinander zur „Sportlerin des Jahres“ gewählt.[5][6]

## Sportliche Erfolge
| Datum/Jahr    | Rang | Wettbewerb                                         | Austragungsort | Zeit     | Bemerkung                                  |
| ------------- | ---- | -------------------------------------------------- | -------------- | -------- | ------------------------------------------ |
| 12. März 2017 | 3    | DTU Deutsche Meisterschaft Cross-Duathlon          | Trier          | 01:46:20 |                                            |
| 19. Apr. 2014 | 1    | DTU Deutsche Meisterschaft Cross-Duathlon Jugend A | Schleiden      | 00:38:32 | Deutsche Meisterin Cross-Duathlon Jugend A |

| Datum/Jahr    | Rang | Wettbewerb                                             | Austragungsort  | Zeit     | Bemerkung                                                                                     |
| ------------- | ---- | ------------------------------------------------------ | --------------- | -------- | --------------------------------------------------------------------------------------------- |
| 14. Sep. 2019 | 2    | Xterra Netherlands                                     | Ameland         | 02:53:48 | Siegerin AK 20                                                                                |
| 17. Aug. 2019 | 2    | Xterra Cross Triathlon mit Deutscher Meisterschaft     | Olbersdorf      | 03:30:05 | Siegerin AK 20                                                                                |
| 3. Aug. 2019  | 1    | Cross Triathlon                                        | Schalkenmehren  | 02:46:35 | Overall Frauen                                                                                |
| 30. Apr. 2019 | 1    | ITU Cross Triathlon World Championship AG 20-24        | Pontevedra      | 02:24:07 | AK 20                                                                                         |
| 8. Sep. 2018  | 1    | NRW-Meisterschaft Cross Triathlon                      | Menden          | 01:36:51 | Frauen Overall und 7. Rang gesamt                                                             |
| 18. Aug. 2018 | 2    | Xterra Cross Triathlon European Championships          | Olbersdorf      | 03:22:40 | AK 20                                                                                         |
| 29. Juli 2018 | 2    | DTU Deutsche Meisterschaft Cross-Triathlon             | Schalkenmehren  | 02:48:04 | AK 20                                                                                         |
| 10. Juli 2018 | 2    | ITU Cross Triathlon World Championship                 | Svendborg       | 02:48:07 | AK 20                                                                                         |
| 2. Sep. 2017  | 9    | Xterra Cross Triathlon European Championships          | Møns Klint      | 03:27:51 | Elite-Klasse                                                                                  |
| 19. Aug. 2017 | 2    | DTU Deutsche Meisterschaft Cross-Triathlon             | Zittau          | 03:34:18 | Deutsche Vizemeisterin Cross-Triathlon Elite                                                  |
| 27. Juli 2017 | 5    | ETU Cross Triathlon European Championship U23          | Targu Mures     | 02:27:23 |                                                                                               |
| 19. Nov. 2016 | 2    | ITU Cross Triathlon World Championship U23             | Snowy Mountains | 03:45:08 | U23-Vizeweltmeisterin Cross-Triathlon; 14. Rang in der Gesamtwertung                          |
| 20. Aug. 2016 | 1    | Xterra Cross Triathlon European Championship 18–19     | Olbersdorf      | 03:23:50 | Europameisterin Altersklasse 18–19                                                            |
| 23. Juli 2016 | 1    | DTU Deutsche Meisterschaft Cross-Triathlon             | Zeulenroda      | 03:10:03 | Deutsche Elite-Meisterin Cross-Triathlon, im Rahmen des Vogtland-Challenge                    |
| 26. Juni 2016 | 3    | ETU Cross Triathlon European Championship Junior Women | Vallée de Joux  | 01:26:52 |                                                                                               |
| 26. Sep. 2015 | 3    | ITU Cross Triathlon World Championship Junior Women    | Orosei          | 01:35:13 |                                                                                               |
| 26. Juni 2015 | 5    | ETU Cross Triathlon European Championship Junior Women | Schluchsee      | 01:39:40 |                                                                                               |
| 16. Aug. 2014 | 2    | ITU Cross Triathlon World Championship Junior Women    | Olbersdorf      | 02:05:34 | Zweite hinter der Niederländerin Lindy Van Anrooy und vor der Österreicherin Sina Hinteregger |

| Datum/Jahr    | Rang | Wettbewerb                          | Austragungsort | Zeit     | Bemerkung |
| ------------- | ---- | ----------------------------------- | -------------- | -------- | --------- |
| 30. Apr. 2017 | 3    | NRW-Meisterschaft Duathlon Junioren | Alsdorf        | 01:04:54 |           |
| 4. Mai 2014   | 1    | NRW-Meisterschaft Duathlon Jugend B | Hullern        | 00:47:34 |           |

| Datum/Jahr    | Rang | Wettbewerb                                    | Austragungsort | Zeit     | Bemerkung |
| ------------- | ---- | --------------------------------------------- | -------------- | -------- | --------- |
| 11. Aug. 2019 | 1    | NRW-Meisterschaft Sprint                      | Rheine         | 01:03:56 |           |
| 8. Sep. 2018  | 6    | 2. Bundesliga-Nord                            | Hannover       | 01:04:01 |           |
| 13. Mai 2018  | 1    | NRW-Meisterschaft Sprint                      | Gladbeck       | 01:09:22 |           |
| 18. Juni 2017 | 3    | 2. Bundesliga-Nord                            | Eutin          | 01:08:28 |           |
| 13. Juni 2015 | 2    | NRW-Meisterschaft Sprint                      | Witten         | 01:09:27 |           |
| 20. Juli 2014 | 13   | DTU Deutsche Meisterschaft Triathlon Jugend B | Grimma         | 01:09:33 |           |

| Datum/Jahr    | Rang | Wettbewerb                         | Austragungsort      | Bemerkung                               |
| ------------- | ---- | ---------------------------------- | ------------------- | --------------------------------------- |
| 25. Juni 2017 | 2    | Mountainbike-Marathon              | Einruhr/Simmerath   | in der Klasse Elite-Frauen über 50 km   |
| 9. Apr. 2017  | 3    | Mountainbike XCO-Finale Bulls-Cup  | Kottenheim          | Elite Frauen                            |
| 14. Mai 2016  | 2    | NRW-Meisterschaft Einzelzeitfahren | Elsdorf             | Frauen-U19                              |
| 8. Mai 2016   | 2    | NRW-Meisterschaft Straße           | Bielefeld-Brackwede | Frauen-U19                              |
| 3. Mai 2015   | 1    | NRW-Meisterschaft Straße           | Preußisch Oldendorf | Siegerin in der Altersklasse Frauen-U19 |

| Datum/Jahr   | Rang | Wettbewerb       | Austragungsort | Zeit     | Bemerkung |
| ------------ | ---- | ---------------- | -------------- | -------- | --------- |
| 3. Sep. 2023 | 89   | Münster-Marathon | Münster        | 03:52:45 |           |